# Episodi di The Politician (prima stagione)
La prima stagione della serie televisiva The Politician è stata pubblicata sulla piattaforma on demand Netflix il 27 settembre 2019 in tutti i territori in cui il servizio è disponibile
Il cast principale di questa stagione è composto da: Ben Platt, Zoey Deutch, Lucy Boynton, Bob Balaban, David Corenswet, Julia Schlaepfer, Laura Dreyfuss, Theo Germaine, Rahne Jones, Benjamin Barrett, Jessica Lange, Gwyneth Paltrow.
| nº | Titolo originale                           | Titolo italiano                        | Prima TV USA      | Prima TV Italia   |
| -- | ------------------------------------------ | -------------------------------------- | ----------------- | ----------------- |
| 1  | Pilot                                      | Episodio pilota                        | 27 settembre 2019 | 27 settembre 2019 |
| 2  | The Harrington Commode                     | Il cassettone Harrington               | 27 settembre 2019 | 27 settembre 2019 |
| 3  | October Surprise                           | La sorpresa di ottobre                 | 27 settembre 2019 | 27 settembre 2019 |
| 4  | Gone Girl                                  | La ragazza scomparsa                   | 27 settembre 2019 | 27 settembre 2019 |
| 5  | The Voter                                  | L'elettore                             | 27 settembre 2019 | 27 settembre 2019 |
| 6  | The Assassination of Payton Hobart: Part 1 | L'assassinio di Payton Hobart          | 27 settembre 2019 | 27 settembre 2019 |
| 7  | The Assassination of Payton Hobart: Part 2 | L'assassinio di Payton Hobart: Parte 2 | 27 settembre 2019 | 27 settembre 2019 |
| 8  | Vienna                                     | Vienna                                 | 27 settembre 2019 | 27 settembre 2019 |

## Episodio Pilota
- Titolo originale: Pilot
- Diretto da: Ryan Murphy
- Scritto da: Ryan Murphy, Brad Falchuk e Ian Brennan

### Trama
Payton Hobart è uno studente dell'ultimo anno alla californiana Saint Sebastian High School di Santa Barbara. Istrionico e ambizioso, Payton nutre il sogno neanche troppo velato di diventare presidente degli Stati Uniti e, in attesa di sapere se la domanda inoltrata ad Harvard ha avuto successo, vuole iniziare la sua luminosa carriera politica candidandosi per il corpo studentesco della sua scuola. Di umili origini, è stato adottato da una ricca famiglia al cui vertice c'è la matriarca Georgina, la cui venerazione nei confronti di Payton supera di gran lunga quella verso i suoi due figli naturali. Nella campagna elettorale per la presidenza del corpo studentesco Payton è sostenuto dalla fidanzata Alice, oltre agli amici storici McAfee e James. Inoltre, Payton nasconde di essere bisessuale per paura che i suoi compagni non lo eleggano.
Payton scopre che l'avversario alle elezioni è il suo amico River Barclay, conosciuto diciotto mesi prima quando Georgina lo aveva ingaggiato come tutor di cinese mandarino, una delle abilità richieste per l'ammissione ad Harvard. Payton reagisce con turbamento alla notizia che dovrà sfidare colui che è stato il suo amante, essendo entrambi bisessuali. River gli spiega che è stata Astrid, la sua fidanzata nonché acerrima nemica di Payton, a spingerlo a candidarsi. Durante un dibattito a scuola, River rivela pubblicamente di aver tentato il suicidio in piscina, acquisendo così un buon margine di vantaggio nelle intenzioni di voto. Come se non bastasse, River ha scelto come sua vicepresidente Skye Leighton, un'agguerrita afroamericana gender destinata a dare il colpo di grazia alle speranze di vittoria di Payton. Quest'ultimo si presenta a casa di River, rinfacciandogli di essersi candidato nonostante non abbia bisogno di diventare presidente perché tanto ha la strada spianata verso il successo. Dopo aver confessato a Payton di amarlo, River estrae una pistola e si toglie la vita. Al dolore della perdita dell'amato, per Payton si aggiunge la cattiva notizia che è stato messo in lista d'attesa per Harvard, il che equivale a una mancata ammissione.
Al funerale di River, Astrid annuncia che sarà lei a correre al suo posto, con una lista completamente al femminile. A questo punto, Alice prende in mano la situazione e sottopone a Payton un piano diabolico per provare a sovvertire i pronostici. Alice è infatti pronta a immolarsi per lui, inscenando una finta rottura della loro relazione che gli farà guadagnare punti nel ruolo del fidanzato tradito. Dopo un lungo corteggiamento, per dare sostanza alla propria candidatura, Payton riesce a convincere Infinity Jackson a correre come sua vicepresidente. Infinity è una ragazza malata di cancro che vive con la nonna Dusty, la quale sfrutta il suo stato di salute per impietosire la gente e ottenere favori, come per esempio scalare la lista d'attesa al ristorante. Andrew, un ragazzo della "classe speciale" che conosce bene Infinity, avverte Payton che la ragazza non è affatto malata.
- Guest star: Ryan J. Haddad (Andrew Cashman), Trevor Mahlon Eason (Martin Hobar), Trey Eason (Luther Hobart).

## Il cassettone Harrington
- Titolo originale: The Harrington Commode
- Diretto da: Brad Falchuk
- Scritto da: Ryan Murphy, Brad Falchuk e Ian Brennan

### Trama
Georgina rivela al marito Keaton di essersi innamorata di una donna e volere il divorzio. Scosso, Keaton salta sul suo pregiato cassettone Harrington e si butta dalla finestra, ritrovandosi in coma. I gemelli Martin e Luther, figli naturali di Keaton e Georgina, intendono sfruttare una clausola dell'accordo prenuziale per estromettere Payton e la madre, rea di aver tradito il padre, dall'asse ereditario.
Payton vuole sapere con certezza se Infinity gli sta mentendo a proposito della propria salute. Dopo che la sua vice è svenuta durante un evento a scuola, Payton si presenta a casa della ragazza per vederci chiaro. Pur avendo affrontato la questione con tatto, Dusty si infuria nel sentire che a scuola circolano queste voci sul conto della nipote e caccia via Payton, con tanto di lancio delle cartelle che testimoniano l'excursus clinico di Infinity. Per togliersi ogni dubbio, McAfee propone a Payton di organizzare una raccolta di sangue a scuola e verificare se Infinity è realmente ammalata. Due selezionatori di Harvard si presentano a casa di Payton per offrirgli un posto, ma in cambio la sua famiglia dovrà finanziare un nuovo dipartimento di lingue slave.
Payton provoca Martin e Luther, annunciando loro che esiste una flebile speranza che Keaton si risvegli. I gemelli si introducono nella stanza del padre, con l'intenzione di ucciderlo, ma vengono sorpresi dal genitore che fingeva di dormire. Infatti, Payton aveva assistito al risveglio del patrigno, mettendolo al corrente del piano dei gemelli e concordando con lui di attirarli in trappola. Ammettendo di essersi ricreduto sul conto di Payton, reputandolo meno superficiale dei gemelli, Keaton lo nomina suo unico erede, ponendo come condizione che Georgina resti al suo fianco. Pur di agevolare Payton, Georgina accetta di rinunciare al suo amore clandestino. Gli esami del sangue rivelano che Infinity non ha il cancro.
- Guest star: Martina Navrátilová (Brigitte), Ryan J. Haddad (Andrew Cashman), Trevor Mahlon Eason (Martin Hobar), Trey Eason (Luther Hobart), Rick Holmes (Cooper).

## La sorpresa di ottobre
- Titolo originale: October Surprise
- Diretto da: Janet Mock
- Scritto da: Ryan Murphy, Brad Falchuk e Ian Brennan

### Trama
Ricevuto dai selezionatori di Harvard, Payton ribadisce quanto affermato nel loro precedente incontro, cioè che la sua ammissione sarà legata esclusivamente ai propri meriti e non ai soldi della sua ricca famiglia. Il colloquio sortisce l'effetto sperato, con Payton che riceve la tanto attesa lettera di ammissione. Andato a casa di Alice per darle la splendida notizia, Payton sorprende la fidanzata a letto con James. Quest'ultimo si giustifica asserendo di aver sempre amato Alice, ben prima che si fidanzasse con lui, una mossa che però Payton giudica una ripicca nei suoi confronti, poiché James è sempre stato contrario alle indagini sulla salute di Infinity.
Alla Saint Sebastian i sondaggi registrano il sorpasso di Payton ai danni di Astrid. Quest'ultima, punzecchiata da Skye che la accusa di non impegnarsi a fondo per essere eletta, ha bisogno di qualcosa da usare contro di lui. Cacciati di casa, Martin e Luther vivono in uno squallido motel, sopravvivendo grazie al denaro che Georgina passa loro di nascosto. James offre ai gemelli un'arma da usare contro Payton, diventato il loro comune nemico. Si tratta di un punto del programma elettorale di Payton, una crociata contro il verme di Guinea, corredata però da dati falsi perché in realtà James non intendeva danneggiarlo, bensì fornirgli un assist. Infatti, Payton può ribattere lanciando una campagna contro la vendita di armi, un omaggio allo scomparso River.
Andrew informa Ricardo, il fidanzato di Infinity, che la ragazza è vittima della sindrome di Münchhausen per procura da parte di sua nonna. Ricardo ruba una delle videocassette su cui Infinity ha registrato i numerosi viaggi fatti a sbafo con la nonna, dove la candidata vicepresidente offende un giornalista omosessuale. Payton comunica a Infinity che è esclusa dalla campagna, non avendogli riferito per tempo che esistessero questi scheletri nell'armadio. Delusa per aver perso l'opportunità di realizzare qualcosa di importante, Infinity rompe il fidanzamento con Ricardo. Costui, fuori di sé dalla rabbia, si introduce in casa di Astrid con l'evidente intenzione di farle del male.
- Guest star: Dylan McDermott (Theo Sloan), January Jones (LisBeth Sloan), Ryan J. Haddad (Andrew Cashman), Trevor Mahlon Eason (Martin Hobar), Trey Eason (Luther Hobart), B.K. Cannon (Kris), Rick Holmes (Cooper).

## La ragazza scomparsa
- Titolo originale: Gone Girl
- Diretto da: Helen Hunt
- Scritto da: Ryan Murphy, Brad Falchuk e Ian Brennan

### Trama
Astrid è scomparsa e la polizia, indirizzata dai genitori della ragazza, mette sotto accusa Payton. Diversi testimoni riferiscono di averlo visto a tarda ora in una tavola calda, dove si era riunito con James e McAfee per discutere di come rispondere al video omofobo di Infinity. Sottoposto a un interrogatorio in carcere, Payton è successivamente rilasciato e riportato a casa dentro il bagagliaio di una macchina, così da eludere la stampa. Astrid si trova a New York assieme a Ricardo ed è stata sua l'idea di scappare, consapevole che i sospetti sarebbero ricaduti su Payton. Tra Astrid e Ricardo c'è una forte attrazione, destinata però a sparire subito e inducendoli a tornare all'ovile.
Payton affronta Infinity, rivelandole gli esami del sangue a cui l'hanno sottoposta e che sua nonna la sta avvelenando. Quando per l'ennesima volta Dusty la sfrutta per mangiare gratis al ristorante, Infinity dà in escandescenze e abbandona la nonna al tavolo. Alice si sottopone al test del poligrafo, riuscendo a creare un alibi per Payton che lo scagiona da ogni accusa. Il ritorno di Astrid in città non sortisce effetti positivi sulla sua campagna, tanto che alla vigilia delle elezioni Payton risulta essere tornato in vantaggio. Skye decide di abbandonare Astrid alla sconfitta, proponendosi come vice di Payton. Quest'ultimo non è del tutto convinto, benché non sia ancora riuscito a trovare nessuno che rimpiazzasse Infinity. McAfee va a trovare Skye, svelando come le due siano fidanzate, assicurandole che riuscirà a convincere Payton a prenderla a bordo.
- Guest star: Dylan McDermott (Theo Sloan), January Jones (LisBeth Sloan), Eric Nenninger (detective), B.K. Cannon (Kris).

## L'elettore
- Titolo originale: The Voter
- Diretto da: Ian Brennan
- Scritto da: Ryan Murphy, Brad Falchuk e Ian Brennan

### Trama
È il giorno delle elezioni. Elliot Beachman, uno studente del Saint Benedict, è un ragazzo apatico e privo di qualsiasi interesse verso la politica, il cui unico divertimento è masturbarsi in continuazione e lasciare che siano gli altri a prendere le decisioni per lui. Elliot rappresenta il classico elettore indeciso che Payton e Astrid stanno cercando di portare dalla propria parte. Skye è diventata la candidata vicepresidente di Payton, mentre Astrid l'ha rimpiazzata con Pierre Toussaint, l'unico studente haitiano della scuola.
Durante l'ultimo dibattito, come prevedibile Payton e Skye attaccano Astrid sulla sua fuga a New York per dimostrare come sia inadatta alla presidenza. Dal canto loro, Astrid e Pierre formulano una promessa shock (invitare il rapper Drake per un concerto) che entusiasma la platea e rende incerto l'esito del voto. Nella sala irrompe Infinity, la quale accusa Payton di aver voluto sfruttare la sua malattia e Astrid di essere fuggita con il suo fidanzato Ricardo. Le elezioni si trasformano in un ballottaggio tra l'agenda progressista (più diritti e meno armi) di Payton e quella conservatrice (pochi cambiamenti e promesse mirabolanti) di Astrid.
Per tutta la giornata, Elliot è tormentato dai due candidati presidente che cercano di convincerlo a votare per loro. Dopo aver assistito a una discussione ai seggi tra Georgina e gli scrutatori che si rifiutavano di far votare una ragazza priva del tesserino scolastico, Elliot torna a casa e dichiara ai genitori di non aver votato.
- Guest star: Russell Posner (Elliot Beachman), B.K. Cannon (Kris).

## L'assassinio di Payton Hobart
- Titolo originale: The Assassination of Payton Hobart: Part 1
- Diretto da: Gwyneth Horder-Payton
- Scritto da: Ian Brennan

### Trama
Payton è in trepidante attesa di conoscere i risultati delle elezioni, assolutamente convinto di aver vinto, quando Astrid gli comunica che ha appena deciso di ritirarsi dalla corsa. Questo significa che Payton è automaticamente eletto presidente, pur tuttavia privo della legittimazione del voto studentesco. Le prime performance di Payton da presidente non sono soddisfacenti, con il distretto scolastico che boccia ogni sua proposta. All'ennesimo rifiuto, Payton vuole sapere il motivo di questo ostruzionismo e scopre che il conteggio dei voti, effettuato in via informale, ha rivelato come Astrid avrebbe vinto lo scrutinio per soli due voti.
Infinity si è trasferita a vivere in un motel, assaporando la libertà e intimando sua nonna di starle lontana. Dusty matura la drammatica decisione di uccidere Payton, responsabile per averle portato via la nipote, e a tal fine assolda Ricardo. Costui si re-iscrive alla Saint Benedict, da cui si era ritirato due anni prima, entrando nello spettacolo teatrale in cui recitano Payton e Infinity. Onde evitare che in futuro si possano scoprire i loro scheletri nell'armadio, Payton costringe James e McAfee a firmare un accordo di riservatezza. Payton finisce nel mirino anche di Skye, determinata a metterlo fuori gioco per diventare lei presidente. Sfruttando la complicità di McAfee, Skye tenta di avvelenarlo con un dolcetto che gli provoca un breve ricovero in ospedale.
Al termine delle prove a teatro, Ricardo spara a Payton con un fucile ad aria compressa contenente proiettili avvelenati dal sangue di un opposum. Georgina riceve una proposta di fuga dalla sua amante Brigitte, la quale non intende concederle altro tempo. Il mattino seguente Payton resta a letto con la febbre alta e Georgina gli rivela l'esistenza di Brigitte, precisando che se scappasse con lei violerebbe l'accordo con Keaton e lui perderebbe l’eredità. Payton risponde che non ha bisogno dei soldi paterni, non essendo avido come Martin e Luther, dicendo alla madre di andare pure via ed essere felice. Alzatosi dal letto, Payton sviene e Georgina gli presta soccorso, rinunciando quindi a Brigitte che se ne va a bordo del suo aeroplano.
- Guest star: Terry Sweeney (Buddy Broidy), Martina Navrátilová (Brigitte).

## L'assassinio di Payton Hobart: Parte 2
- Titolo originale: The Assassination of Payton Hobart: Part 2
- Diretto da: Gwyneth Horder-Payton
- Scritto da: Ian Brennan e Brad Falchuk

### Trama
Payton è mantenuto in coma dai medici, i quali non hanno ancora capito l'origine della crisi che lo ha colpito. Keaton ha ricevuto una telefonata da Brigitte in cui la donna gli ha svelato la sua relazione clandestina con Georgina. A questo punto Keaton esclude Georgina e Payton dall'asse ereditario, stabilendo che se il ragazzo sopravvivrà dovranno andarsene via di casa. Ricardo confessa a Infinity cosa ha fatto a Payton, così che la ragazza sia in grado di spiegare ai medici che soffre di una sepsi. Durante il coma, Payton sogna di incontrare River in paradiso, bramando di morire per potergli finalmente stare accanto. River sostiene invece che Payton debba continuare a vivere, realizzando i grandi progetti che ha in mente. La terapia antibiotica consente a Payton di svegliarsi. Infinity annuncia alla nonna che l'ha denunciata alla polizia per l'omicidio di sua madre, avvelenata con la vernice della parete. Quando i poliziotti si presentano per arrestarla, Dusty accetta il suo destino e denuncia Payton come parte in causa, avendo saputo cosa faceva a sua nipote.
Payton torna a scuola, trovando un ambiente a lui completamente ostile perché la notizia del suo coinvolgimento nell'avvelenamento di Infinity è già sulla bocca di tutti. La preside Vaughn pretende le sue dimissioni dal comitato studentesco, con Payton che si dice rammaricato di non aver mai mentito circa la sua volontà di cambiare le cose a scuola. James abbandona Payton, rinfacciandogli di non averlo ascoltato quando suggeriva di denunciare la finta malattia di Infinity, e gli pronostica che questa faccenda gli impedirà di diventare un giorno presidente degli Stati Uniti. Skye diventa la nuova presidente, ma il suo regno dura il tempo di un mattino perché McAfee l'ha denunciata per l'avvelenamento di Payton. In manette finisce anche il padre di Astrid, denunciato dalla figlia dopo che l'aveva tacciata di non essere stata capace di diventare presidente del comitato studentesco, offuscando il buon nome della famiglia. Astrid ha deciso di andare via di casa, vivendo quella libertà assaporata nella breve fuga a New York.
Georgina mette all'asta i suoi gioielli, spiegando a Payton che il ricavato andrà a una onlus contro la Münchhausen per procura. Payton accompagna Georgina in aeroporto, dicendo alla madre di essere disposto a seguirla perché ormai non ha più nulla per cui combattere. Georgina vuole invece che Payton resti in città, trovando nuove ragioni per vivere e nuove battaglie da combattere.
- Guest star: Dylan McDermott (Theo Sloan), January Jones (LisBeth Sloan), Ryan J. Haddad (Andrew Cashman), Trevor Mahlon Eason (Martin Hobar), Trey Eason (Luther Hobart), Martina Navrátilová (Brigitte), Eric Nenninger (detective).

## Vienna
- Titolo originale: Vienna
- Diretto da: Brad Falchuk
- Scritto da: Brad Falchuk

### Trama
New York, tre anni dopo. Payton, studente all’università, sta provando a sfondare come cantante e pianista. Nonostante abbia ricucito i rapporti con tutti gli amici della Saint Benedict (Infinity e Skye assistono a una sua esibizione in un locale, mentre James è suo compagno di college e dormitorio), Payton sta soffrendo nella ricerca della propria strada e questo lo porta a bere più del solito. McAfee lavora come stagista nel comitato elettorale della leader del Senato di Stato, la democratica Dede Standish. Dede è un politico di lungo corso, così temuta che nelle ultime tornate elettorali i repubblicani non le hanno opposto alcun avversario. Dietro l'apparentemente perfetta immagine pubblica di Dede si nasconde un segreto, un ménage à trois che la donna intrattiene da diversi anni con il marito Marcus e il loro amico William.
Payton riceve per posta la partecipazione del matrimonio di Alice, in procinto di sposarsi con Thad, rampollo di buona famiglia. Sconfortato nel ricevere la notizia, Payton è convinto da James ad andare a riprendersi Alice e confessarle il suo amore. Tuttavia, Alice è risoluta nel volersi sposare con Thad e considera Payton un capitolo chiuso della sua vita. Per spronarlo a rimettersi in carreggiata, James gli suggerisce la pazza idea di candidarsi alle primarie per il seggio di Dede Standish in Senato. Payton non se la sente di rituffarsi in politica, essendo i traumi del suo passato legati a essa.
Rientrato nel dormitorio del college, Payton trova i suoi amici riuniti da James per fargli cambiare idea. Nel vedere che tra i presenti c'è Alice, la quale ha abbandonato Thad sull'altare per imbarcarsi in questa nuova avventura, Payton accetta di candidarsi. Nel suo team è compresa la vecchia rivale Astrid, a conoscenza del segreto nascosto di Dede, avendola vista in compagnia dei suoi amanti dietro le quinte di un evento. Payton tiene il primo comizio sulle scale del palazzo di giustizia, attaccando Dede sulla mala gestione dei fondi destinati al trasporto pubblico. Hadassah Gold, la combattiva assistente di Dede, si dice convinta che Payton non rappresenti affatto una minaccia per la sua senatrice.
- Guest star: Judith Light (Dede Standish), Sam Jaeger (Tino), Joe Morton (Marcus), Teddy Sears (William), Jackie Hoffman (Sherry Dougal), Bette Midler (Hadassah Gold).